# نبردناو یاماشیرو
نبردناو یاماشیرو (به انگلیسی: Japanese battleship Yamashiro) یک کشتی بود که طول آن ۱۹۲٫۰۲۴ متر (۶۳۰ فوت ۰ اینچ) بود. این کشتی در سال ۱۹۱۵ ساخته شد.